# جیتولیو وارگاس فریتاس اولیویرا جونیور
جیتولیو وارگاس فریتاس اولیویرا جونیور (به پرتغالی: Getúlio Vargas Freitas Oliveira Júnior) دروازه‌بان اهل برزیل است که در شهر São Gonçalo و در تاریخ ۲۲ ژانویهٔ ۱۹۸۳ به دنیا آمده‌است.
جیتولیو وارگاس فریتاس اولیویرا جونیور در تیم‌های فوتبال فلامینگو سابقهٔ حضور دارد.